# Planococcus dubius
Planococcus dubius är en insektsart som beskrevs av Jennifer M. Cox 1987. Planococcus dubius ingår i släktet Planococcus och familjen ullsköldlöss. Inga underarter finns listade i Catalogue of Life.